# Condom
Condom (tudi Condom-en-Armagnac) je naselje in občina v južni francoski regiji Oksitanija , podprefektura departmaja Gers. Leta 1999 je naselje imelo 7193 prebivalcev.

## Geografija
Kraj leži v pokrajini Gaskonji ob reki Baïse, 42 km severozahodno od Aucha.
Skozenj vodi pot Via Podiensis, ena od treh glavnih romarskih poti v Santiago de Compostelo, z začetkom v Le Puy-en-Velay.

## Uprava
Condom je sedež istoimenskega kantona, v katerega so poleg njegove vključene še občine Beaumont, Béraut, Blaziert, Cassaigne, Castelnau-sur-l'Auvignon, Caussens, Gazaupouy, Larressingle, Ligardes, Mansencôme, Mouchan in La Romieu z 10.419 prebivalci.
Naselje je prav tako sedež okorožja, v katerem se nahajajo kantoni Cazaubon, Condom, Eauze, Fleurance, Lectoure, Mauvezin, Miradoux, Montréal, Nogaro, Saint-Clar in Valence-sur-Baïse z 62.242 prebivalci.

## Zanimivosti
- benediktinska opatija sv. Petra, ustanovljena leta 1011, z letom 1317 postala sedež škofije. Gradnja poznogotske stolnice svetega Petra se je začela leta 1507, kmalu po njenem dokončanju pa je bila med verskimi vojnami močno poškodovana. Škofija je bila vse do leta 1822, ko je bila priključena nadškofiji v Auchu; je francoski državni spomenik,
- cerkev Saint-Barthélemy-du-Pradau, muzej posvetne umetnosti,
- grad château de Puypardin iz 13. do 16. stoletja,
- nekdanji karmeličanski samostan,
- muzej armanjaka, "vode življenja",
- muzej kondomov.

## Pobratena mesta
- Toro (Kastilija in Leon, Španija),
- Grünberg (Hessen, Nemčija).